# 拉利姆村 (吉蘭省)
拉利姆村（波斯語：‎)，是伊朗吉兰省阿姆拉什县中央區南阿姆拉什鄉的一个村。2006年人口普查顯示該村人口为290人，分佈在79个家庭中。